# Erora clothilde
Erora clothilde är en fjärilsart som beskrevs av Edwards 1863. Erora clothilde ingår i släktet Erora och familjen juvelvingar. Inga underarter finns listade i Catalogue of Life.